# Erebia epistygne
Erebia epistygne е вид насекомо от семейство Многоцветници (Nymphalidae). Видът е световно застрашен, със статут Уязвим.

## Разпространение
Видът е разпространен във Франция и Испания.